# Oberea sansibarica
Oberea sansibarica är en skalbaggsart som beskrevs av Edgar von Harold 1880. Oberea sansibarica ingår i släktet Oberea och familjen långhorningar.
Artens utbredningsområde är:
- Kenya.
- Malawi.

Inga underarter finns listade i Catalogue of Life.